# Михайлов, Василий Николаевич
Василий Николаевич Михайлов (1910—1943) — Гвардии капитан Рабоче-крестьянской Красной Армии, участник Великой Отечественной войны, Герой Советского Союза (1943).

## Биография
Василий Михайлов родился 13 февраля 1910 года в Казани. Окончил два класса начальной школы, после чего рос в детском доме. С 1922 года работал пастухом, чернорабочим. В октябре 1928 года Михайлов был призван на службу в Рабоче-крестьянскую Красную Армию. В 1931 году он окончил Ульяновскую пехотную школу, в 1933 году — Оренбургскую военную авиационную школу лётчиков и лётнабов, в 1934 году — курсы штурманов при Ейской военно-морской авиационной школе лётчиков. Участвовал в польском походе. С первого дня Великой Отечественной войны — на её фронтах.
К 1943 году майор Василий Михайлов был штурманом 125-го бомбардировочного авиаполка 2-й смешанной авиадивизии ВВС Ленинградского фронта. За время своего участия в войне он совершил около 100 боевых вылетов на бомбардировку скоплений боевой техники и живой силы противника, нанеся ему большие потери.
Указом Президиума Верховного Совета СССР от 10 февраля 1943 года за «мужество и героизм, проявленные в боях» майор Василий Михайлов был удостоен высокого звания Героя Советского Союза с вручением ордена Ленина и медали «Золотая Звезда» за номером 787.
В апреле того же года Михайлов был понижен в звании до капитана. 6 июля 1943 года скончался от отравления алкоголем. Похоронен на Никитском (Московском) кладбище Курска.
Был награждён двумя орденами Ленина (06.12.1941 и 10.02.1943)и медалью.
Жена — Михайлова Валентина Иосифовна, проживала в г. Казань.